# Тілугі колумбійський
Тілу́гі колумбійський (Drymophila caudata) — вид горобцеподібних птахів родини сорокушових (Thamnophilidae). Ендемік Колумбії. Раніше вважався конспецифічним з санта-мартанськими, венесуельськими і андійськими тілугі.

## Поширення і екологія
Колумбійські тілугі мешкають в горах Східного хребта Колумбійських Анд в департаменті Сантандер та в долині річки Магдалена в департаментах Какета і Уїла. Вони живуть в підліску вологих гірських тропічних лісів Анд, на узліссях і плантаціях, віддають перевагу бамбуковим заростям. Зустрічаються на висоті від 1200 до 2500 м над рівнем моря.

## Збереження
МСОП класифікує стан збереження цього виду як близький до загрозливого. Колумбійським тілугі загрожує знищення природного середовища.